# Geschäftsordnung des Deutschen Bundestages
Die Geschäftsordnung des Deutschen Bundestages (GO-BT, GOBT, BTGO oder GeschOBT) wird aufgrund von Art. 40 Abs. 1 Satz 2 GG erlassen und regelt die verschiedenen Verfahren und Organstrukturen sowie die damit verbundenen Rechte und Pflichten der Mitglieder und Organe des Deutschen Bundestages.

## Geschichte
Der erste Deutsche Bundestag beschloss zunächst in seiner Sitzung am 20. September 1949 eine „Geschäftsordnung für den Bundestag“ in Form des abgeänderten Textes der Geschäftsordnung des früheren Reichstages in der Fassung vom 31. Dezember 1922. Am 3. November 1949 beschloss der Bundestag kleinere Änderungen dieser Geschäftsordnung. In seiner Sitzung vom 6. Dezember 1951 gab sich der Bundestag dann die „Geschäftsordnung des Deutschen Bundestages“ (BGBl. 1952 II, S. 389), die gemäß § 132 Abs. 1 am 1. Januar 1952 in Kraft treten sollte. Darin wurden vor allem Wahlvorschriften neu gefasst und mit § 111 die Fragestunde eingeführt. Diese fand am 23. Januar 1952 erstmals statt. Laut einem Urteil des Bundesverfassungsgerichts muss die Geschäftsordnung nach jeder Bundestagswahl neu erlassen werden. In der Praxis wird jedoch meist, wie schon vom Reichstag der Weimarer Republik, die Geschäftsordnung der vorangegangenen Legislaturperiode unverändert übernommen.

## Inhalt
- §§ 1–3 Wahl des Präsidenten, der Stellvertreter und Schriftführer (→Präsident des Deutschen Bundestages)
- § 4 Wahl des Bundeskanzlers (→Bundeskanzler (Deutschland))
- §§ 5–9 Präsident, Präsidium und Ältestenrat (→Präsident des Deutschen Bundestages)
- §§ 10–12 Fraktionen (→Fraktion (Bundestag))
- §§ 13–18 Die Mitglieder des Bundestages (→Mitglied des Deutschen Bundestages)
- §§ 19–53 Tagesordnung, Einberufung, Leitung der Sitzung und Ordnungsmaßnahmen
- §§ 54–74 Ausschüsse (→Bundestagsausschuss)
- §§ 75–107 Vorlagen und ihre Behandlung
- §§ 108–112 Behandlung von Petitionen (→Petitionsausschuss (Deutscher Bundestag))
- §§ 113–115 Der Wehrbeauftragte des Bundestages (→Wehrbeauftragter des Deutschen Bundestages)
- §§ 116–125 Beurkundung und Vollzug der Beschlüsse des Bundestages
- §§ 126–128 Abweichungen und Auslegung dieser Geschäftsordnung
- Anlage 1: weggefallen (zuvor: Verhaltensregeln für Mitglieder des Deutschen Bundestages)
- Anlage 2: außer Kraft (zuvor: Registrierung von Verbänden und deren Vertretern)
- Anlage 2a: Verhaltenskodex für Interessenvertreterinnen und Interessenvertreter im Rahmen des Lobbyregistergesetzes (→Lobbyregistergesetz)
- Anlage 3: Geheimschutzordnung des Deutschen Bundestages (→Geheimschutzordnung des Deutschen Bundestages)
- Anlage 4: Richtlinien für die Fragestunde und für die schriftlichen Einzelfragen (→Fragestunde im  Bundestag)
- Anlage 5: Richtlinien für Aussprachen zu Themen von allgemeinem aktuellen Interesse (→Debatten)
- Anlage 6: Beschluss des Deutschen Bundestages betr. Aufhebung der Immunität von Mitgliedern des Bundestages (→parlamentarische Immunität)
- Anlage 7: Befragung der Bundesregierung (→Befragung der Bundesregierung)
- Anhang 1: Hausordnung des Deutschen Bundestages vom 7. August 2002 in der Fassung vom 24. Februar 2025 (BGBl. I Nr. 77 vom 10. März 2025)
- Anhang 2: Richtlinien für die Behandlung der Ausschussprotokolle gemäß § 73 Abs. 3 GOBT

## Ausgewählte Regelungen

### Bundestagspräsident
Traditionell stellt die stärkste Fraktion den Posten des Bundestagspräsidenten, dies ist aber nicht explizit in der Geschäftsordnung geregelt. Allerdings wird er durch „einen seiner Stellvertreter aus der zweitstärksten Fraktion“ vertreten, wenn er verhindert ist (§ 7).

### Fraktionen
Eine Fraktion muss aus mindestens 5 % der Abgeordneten des Bundestages bestehen, die der gleichen Partei angehören oder solchen Parteien, die „auf Grund gleichgerichteter politischer Ziele in keinem Land miteinander im Wettbewerb stehen“. Der Bundestag kann allerdings auch Zusammenschlüsse von Abgeordneten, die diese Bedingungen nicht erfüllen, als Fraktion anerkennen (§ 10).
Die Regelung, dass unterschiedliche Parteien auch ohne explizite Genehmigung des Bundestages eine Fraktion bilden dürfen, wenn sie in keinem Land konkurrieren, wird auch als „Lex Union“ bezeichnet, da die Unionsparteien CDU und CSU die einzige Fraktionsgemeinschaft gemäß dieser Regel bilden. Eingeführt wurde diese Regelung am 27. März 1969, in der Regierungszeit des von CDU/CSU und SPD gebildeten Kabinetts Kiesinger. Vorher bedurften solche Fraktionen der Zustimmung des Bundestages. Bisher profitierte nur die CDU/CSU-Fraktion davon, da die CSU ausschließlich in Bayern zu bundesweiten Wahlen antritt, die CDU in allen Bundesländern außer Bayern. Anfang der 1980er Jahre versuchten Die Grünen erfolglos, diese Regelung entfernen zu lassen, um die Gemeinschaftsfraktion der Union zu verhindern.

### Vereinbarte Debatte
Seit der 10. Wahlperiode (1983–87) wird § 75 GOBT dahin ausgelegt, dass auch Aussprachen des Bundestages sowie entsprechende Entschließungsanträge zu Verhandlungsgegenständen zulässig sind, zu denen es keine Vorlagen aus dem Katalog von § 75 Abs. 1 GOBT gibt (sog. Vereinbarte Debatte). Behandelt werden dabei aktuelle Themen wie die Konsequenzen aus den Ereignissen von Köln und anderen Großstädten in
der Silvesternacht 2015 oder die Bekämpfung des Antisemitismus nach dem Anschlag auf die Synagoge in Halle 2019. Der Vereinbarten Debatte zur „Bewältigung der Corona-Krise“ als der ersten Generalaussprache zu diesem Thema im Deutschen Bundestag war am 25. März 2020 die Beratung über einen Nachtragshaushalt in Höhe von 156 Mrd. Euro für das Haushaltsjahr 2020 vorausgegangen.

## Geschäftsordnung der Bundesversammlung
Gemäß dem Gesetz über die Wahl des Bundespräsidenten findet die Geschäftsordnung des Deutschen Bundestages auch sinngemäße Anwendung auf die Bundesversammlung. Dies gilt nur dann nicht, wenn diese sich eine eigene Geschäftsordnung gibt. So hat sich etwa die letzte (17.) Bundesversammlung eine Geschäftsordnung gegeben, die die des Bundestages etwas erweitert.